# Giacomo Bellei
Giacomo Bellei (Modena, 7 febbraio 1988) è un pallavolista italiano, opposto del Monselice.

## Carriera
La carriera di Giacomo Bellei inizia nella stagione 2004-05 nell'Universal Pallavolo Carpi, in Serie B2: nella stagione successiva passa al Villa d'Oro Pallavolo Modena, in Serie B1; con la nazionale under 20 di aggiudica la medaglia di bronzo al campionato europeo 2006.
Nella stagione 2006-07 viene ingaggiato dall'Associazione Sportiva Volley Lube, facendo parte della squadra giovanile, anche se colleziona qualche presenza nella formazione che disputa la Serie A1. Per il campionato successivo vesta la maglia del BluVolley Verona, in Serie A2, con cui vince la Coppa Italia di categoria; nel 2008 ottiene le prime convocazioni in nazionale.
Nella stagione 2008-09 è nuovamente in Serie A1 con la Gabeca Pallavolo di Montichiari, mentre nella stagione successiva gioca alla Pallavolo Chieti, in Serie B1.
Nella stagione 2010-11 viene ingaggiato dal Volley Forlì, in massima divisione, per poi passare alla Pallavolo Modena per il campionato 2011-12 ed ancora al Gruppo Sportivo Robur Angelo Costa di Ravenna, per il campionato 2012-13.
Nella stagione 2013-14 torna al club di Verona, dove resta per tre annate, vincendo la Challenge Cup 2015-16. Per il campionato 2016-17 veste la maglia della Materdomini Volley di Castellana Grotte in Serie A2, categoria dove resta anche per l'annata 2017-18, questa volta con l'Atlantide Pallavolo Brescia, e in quella 2018-19 con il Tricolore Reggio Emilia, a cui è legato per tre stagioni. Nella stagione 2021-22 si accasa al Porto Viro, neopromosso in Serie A2, difendendone i colori per altre tre stagioni.
Per l'annata 2024-25 prosegue la sua carriera in Serie B, ingaggiato dal Monselice.

## Palmarès

### Club
- Coppa Italia di Serie A2: 1

2007-08
- Challenge Cup: 1

2015-16

### Nazionale (competizioni minori)
- Campionato europeo under 20 2006